# Sous (Albanyà)
Sous ist ein Ortsteil der spanischen Gemeinde Albanyà in der Provinz Girona  der Region Katalonien. Der Ort hatte im Jahr 2012 keine Einwohner. 
Die Kirche Sant Llorenç wurde im 19. Jahrhundert errichtet.